# HD 70555
HD 70555，又名CD-32 5185，SAO 199118、HR 3282，是一颗恒星，视星等为4.83，位于銀經252.13，銀緯2.1，其B1900.0坐标为赤經8h 17m 26.7s，赤緯-32° 2.1′ 10″。